# Alfons Smet
Alfons Albrecht Smet (Mol, 8 oktober 1876 – aldaar, 7 september 1941) was een Belgisch ondernemer en politicus.

## Levensloop
Beroepshalve was Smet ondernemer. Hij beheerde de NV Smet grondboringen (tegenwoordig  Smet Group geheten) te Dessel, waarvan hij tevens de stichter was (1900). Hij was gehuwd met Anna Ooms, samen hadden ze zes kinderen.
Op 4 maart 1933 volgde Smet Jan Van Campfort op als burgemeester van Dessel, een mandaat dat hij zou uitoefenen tot 1941. Na zijn ontslag werd hij opgevolgd - tijdens de Tweede Wereldoorlog - door oorlogsburgemeester Hendrik Gilissen (VNV).